# San Román del Valle
San Román del Valle es una localidad española del municipio de Villabrázaro, en la provincia de Zamora, y la comunidad autónoma de Castilla y León.

## Historia
Durante la Edad Media San Román del Valle quedó integrado en el Reino de León, cuyos monarcas habrían repoblado la localidad, datando del año 970 los primeros documentos que hacen referencia al Santuario (posterior Convento de Nuestra Señora del Valle).
Durante la Edad Moderna, San Román del Valle fue una de las poblaciones que formó parte de la provincia de las Tierras del conde de Benavente, encuadrándose dentro de esta en la Merindad de La Polvorosa y la receptoría de Benavente.
No obstante, al reestructurarse las provincias y crearse las actuales en 1833, San Román del Valle pasó a formar parte de la provincia de Zamora, dentro de la Región Leonesa, quedando integrado en 1834 en el partido judicial de Benavente.
Finalmente, en 1971 el antiguo municipio de San Román del Valle se integró en el de Villabrázaro.

## Geografía humana

### Demografía
| Gráfica de evolución demográfica de San Román del Valle entre 1842 y 1970 |
| |
| Población de derecho según los censos de población del INE Población de hecho según los censos de población del INEEntre el censo de 1981 y el anterior, este municipio desaparece porque se integra en el municipio 49238 (Villabrázaro) |

## Patrimonio

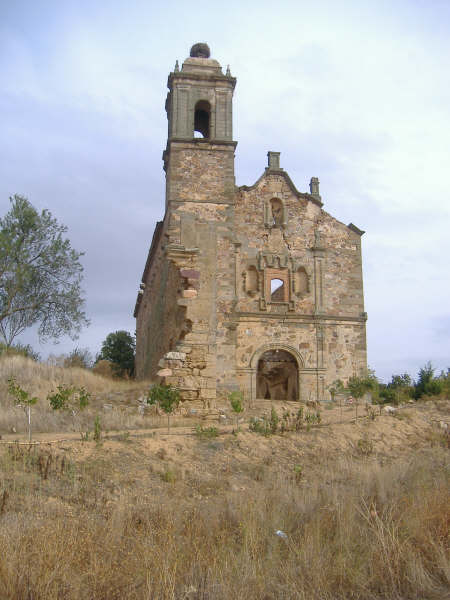
Convento de Nuestra Señora del Valle

En San Román del Valle, destaca el antiguo convento de Nuestra Señora del Valle, construcción gótica iniciada en el siglo XV del que se conserva una notable fachada barroca y en la que se hallaba originalmente el artesonado que actualmente decora la Torre del Caracol del Parador de Benavente.
Contó con la iglesia parroquial de San Román, de la que solo restan algunas ruinas, con partes de su antigua fábrica. También tuvo una ermita dedicada a Santa Bárbara, hoy también desaparecida. Actualmente cuenta con una iglesia parroquial contemporánea.

## Fiestas
A mediados de mayo, celebran la «fiesta del Convento», el 10 de mayo, y la de su patrón el 18 de noviembre.